# La vieillesse est un naufrage

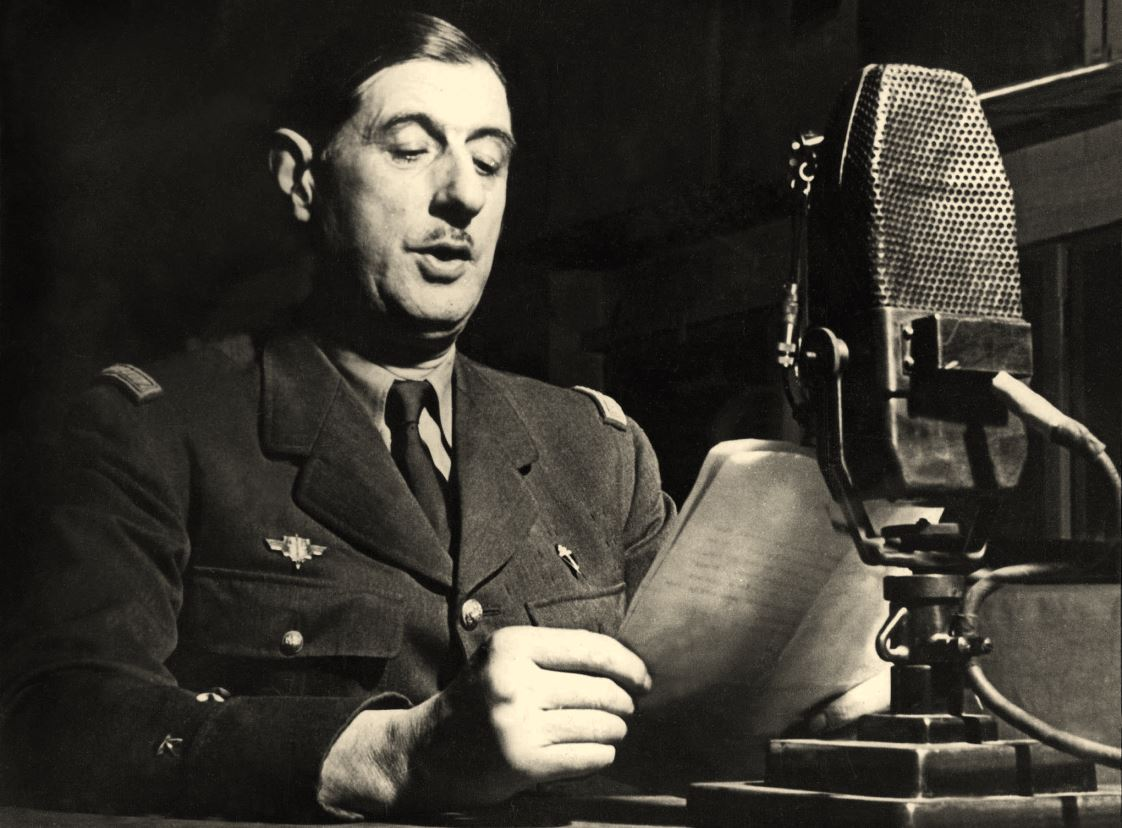
Charles de Gaulle en 1941.

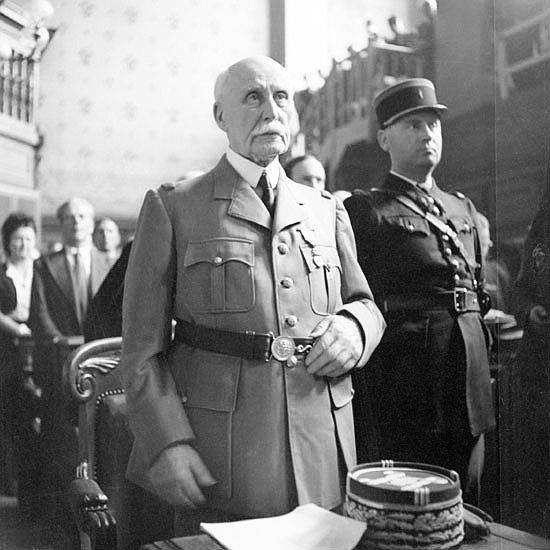
Philippe Pétain lors de son procès en 1945.

« La vieillesse est un naufrage » est une phrase de Charles de Gaulle évoquant Philippe Pétain dans son ouvrage Mémoires de guerre, publié en 1954, souvent considérée comme une référence à une citation de François-René de Chateaubriand.

## Termes employés
Le terme « vieillesse », utilisé dans cette citation, désigne l'âge ultime de l'être humain et durant lequel la sénescence devient plus visible. Son association avec le terme « naufrage » qui désigne la perte en mer d'un navire (du latin « naufragium », associant « navis », le navire, et le verbe « frangere », signifiant briser ou rompre) est un procédé métaphorique indiquant que la vieillesse est un écroulement, voire une déchéance pour l'être humain et plus particulièrement pour la personne désignée.

## Contexte
Cette phrase s’inscrit dans une critique à l'égard de Philippe Pétain qui dirigea l'État Français (plus connu sous le nom de régime de Vichy) qui se présente ainsi dans sa totalité,: 
«  La vieillesse est un naufrage. Pour que rien ne nous fût épargné, la vieillesse du maréchal Pétain allait s’identifier avec le naufrage de la France. »
Celle-ci se situe dans le premier tome (L'Appel, 1940-1942) de l'ouvrage en trois tomes Mémoires de guerre, au chapitre La Chute, rédigé par le général de Gaulle et publié en 1954.
En 1940, le général de Gaulle, âgé de 50 ans, était nettement plus jeune que le maréchal Pétain, âgé de 84 ans lors de sa prise de pouvoir, à la suite de la défaite de la France lors de l'invasion de son territoire par les troupes allemandes au début de la Seconde Guerre mondiale. Le créateur des Forces françaises libres et futur chef du gouvernement provisoire en 1944, qui compare la déchéance du vieux maréchal à celle de la France, semblerait s'être inspiré (sans que ce fait soit confirmé historiquement) d’une autre grande figure littéraire française, François-René de Chateaubriand qui, au XIXe siècle, aurait affirmé :  « La vieillesse est un naufrage, les vieux sont des épaves »,.

## Influence littéraire

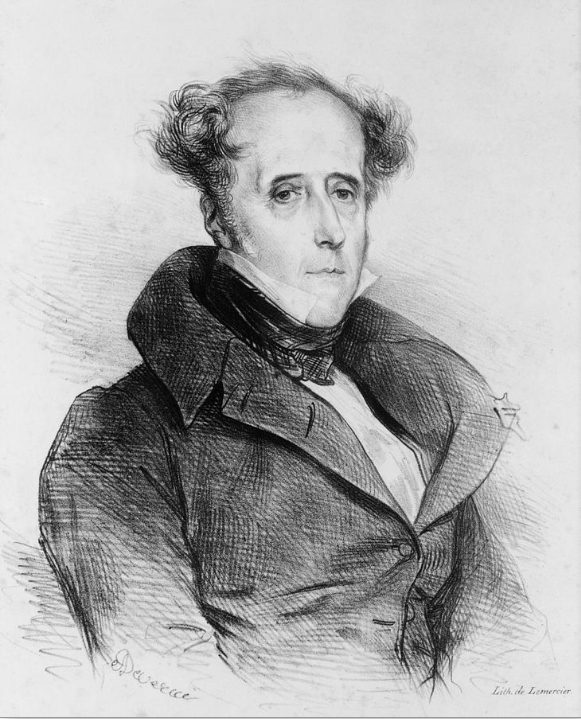
François-René de Chateaubriand, âgé

Selon l'écrivaine Régine Detambel, Chateaubriand aurait précédé le général de Gaulle dans l'évocation de la vieillesse comme un naufrage, en expliquant que la littérature a toujours été féroce au vieillissement des corps, évoquant comme exemple le personnage de Géronte, souvent présent dans les pièces de Molière où il représente tout d'abord un simple vieillard, devenant acariâtre, dur, avare et entêté au fil des œuvres. La femme de lettres Simone de Beauvoir (1908-1986) avait déjà évoqué ce précédent, avec une certaine forme d'ironie, dans son Essai sur la vieillesse (éditions Gallimard), paru en 1970 :
« La vieillesse est un naufrage écrivit Chateaubriand avant d’être plagié par le général de Gaulle, qui en avait après Pétain. »

L'écrivain mémorialiste français, auteur des Mémoires d'outre-tombe, est l'auteur d'autres citations décrivant la vieillesse comme un âge de décrépitude, avec notamment cet extrait de cet ouvrage :
« Le malheur qui se perpétue produit sur l'âme l'effet de la vieillesse sur le corps ; on ne peut plus remuer ; on se couche. »
Ce passage fait référence à la disparition du roi Charles X, en 1836, lequel avait abdiqué, six ans auparavant avant de partir en exil, « persuadé qu'il ne s'était jamais trompé ».

## Réutilisation
En septembre 2012, Bernadette Chirac, à l'occasion d'un entretien accordé à Paris-Match, évoque l'état de santé de son mari, l'ancien président de la République Jacques Chirac, reprend la phrase en ces termes: « La vieillesse, le général de Gaulle l’avait dit, c’est un naufrage. Et je continue à le penser. »
En février 2015, le journaliste et chroniqueur culinaire Périco Légasse utilise cette phrase dans le titre de son article, paru sur le site de l'hebdomadaire Marianne, au sujet du Guide Michelin, célèbre guide culinaire français qu'il considère comme « usé » et « déconnecté ». 
Durant le même mois de l'année 2015, à la suite de propos tenus par l'ancien ministre Roland Dumas, alors âgé de 92 ans, tenus sur BFMTV et considérés comme antisémites par certains commentateurs politiques, le sénateur du Parti socialiste Luc Carvounas fait allusion à la célèbre citation en se référant directement au général de Gaulle.